# Tateanthus
Tateanthus là chi thực vật có hoa trong họ Mua.